# Distretto di Aira
Il distretto di Aira (姶良郡, Aira-gun?) è uno dei distretti della prefettura di Kagoshima, in Giappone.
Attualmente fa parte del distretto il comune di Yūsui.
| Controllo di autorità | VIAF (EN) 257569517 · NDL (EN, JA) 00629796 |